# Stuart Zender
Stuart Patrick Jude Zender (n. 18 martie 1974, Sheffield, South Yorkshire) este un basist englez, compozitor și producător muzical. Este cel mai cunoscut ca și basistul original al trupei Jamiroquai.
1. ↑  Czech National Authority Database, accesat în 1 martie 2022